# HMS Victory
HMS Victory er et linjeskib i Royal Navy med 104 kanoner, der blev bestilt i 1758, påbegyndt i 1759 og søsat i 1765. Hun er bedst kendt for sin rolle som Lord Nelson flagskib under slaget ved Trafalgar den 21. oktober 1805.
Hun har desuden tjent som Keppels flagskib under Ushant, Howes flagskib under Cape Spartel og Jervis' flagksib under Cape St Vincent. Efter 1824 blev 'Victory henvist til at være havnskib.
I 1922 blev det flyttet til en tørdok i Portsmouth, England, og fungerer i dag som museumsskib. Hun har været flagskib for First Sea Lord siden oktober 2012, og det er verdens ældste flådeskib, der stadig er i kommission med 243 år i 2021.